# Miagrammopes fasciatus
Espèce
Miagrammopes fasciatus est une espèce d'araignées aranéomorphes de la famille des Uloboridae.

## Distribution
Cette espèce est endémique du Queensland en Australie.

## Description
La carapace de la femelle holotype mesure 1,8 mm sur 1 mm et son abdomen 3,5 mm sur 1,3 mm.

## Publication originale
- Rainbow, 1916 : Arachnida from northern Queensland. Part I. Records of the Australian Museum, vol. 11, p. 33-64 (texte intégral).